# Hoplunnis
Genre
Hoplunnis est un genre de poissons téléostéens serpentiformes.

## Liste des espèces
- Hoplunnis diomediana Goode et Bean, 1896
- Hoplunnis macrura Ginsburg, 1951
- Hoplunnis megista Smith et Kanazawa in Smith, 1989
- Hoplunnis pacifica Lane et Stewart, 1968
- Hoplunnis punctata Regan, 1915
- Hoplunnis schmidti Kaup, 1860
- Hoplunnis sicarius (Garman, 1899)
- Hoplunnis similis Smith, 1989
- Hoplunnis tenuis Ginsburg, 1951